# Paucará (Huancavelica)
Paucará es una localidad peruana ubicada en la región Huancavelica, provincia de Acobamba, distrito de Paucará. Es asimismo capital del distrito de Paucará. Se encuentra a una altitud de 3975 m s. n. m. Tiene una población de 1886 habitantes en 1993.

## Clima
| Parámetros climáticos promedio de Paucará | Parámetros climáticos promedio de Paucará | Parámetros climáticos promedio de Paucará | Parámetros climáticos promedio de Paucará | Parámetros climáticos promedio de Paucará | Parámetros climáticos promedio de Paucará | Parámetros climáticos promedio de Paucará | Parámetros climáticos promedio de Paucará | Parámetros climáticos promedio de Paucará | Parámetros climáticos promedio de Paucará | Parámetros climáticos promedio de Paucará | Parámetros climáticos promedio de Paucará | Parámetros climáticos promedio de Paucará | Parámetros climáticos promedio de Paucará |
| Mes                                       | Ene.                                      | Feb.                                      | Mar.                                      | Abr.                                      | May.                                      | Jun.                                      | Jul.                                      | Ago.                                      | Sep.                                      | Oct.                                      | Nov.                                      | Dic.                                      | Anual                                     |
| ----------------------------------------- | ----------------------------------------- | ----------------------------------------- | ----------------------------------------- | ----------------------------------------- | ----------------------------------------- | ----------------------------------------- | ----------------------------------------- | ----------------------------------------- | ----------------------------------------- | ----------------------------------------- | ----------------------------------------- | ----------------------------------------- | ----------------------------------------- |
| Temp. máx. media (°C)                     | 15.7                                      | 15.3                                      | 15.4                                      | 16.2                                      | 16.5                                      | 16.4                                      | 16.4                                      | 17.1                                      | 17.2                                      | 17.6                                      | 17.7                                      | 16.7                                      | 16.5                                      |
| Temp. media (°C)                          | 9.6                                       | 9.4                                       | 9.3                                       | 9.2                                       | 8.4                                       | 7.3                                       | 7.1                                       | 8                                         | 9                                         | 9.7                                       | 9.8                                       | 9.6                                       | 8.9                                       |
| Temp. mín. media (°C)                     | 3.5                                       | 3.5                                       | 3.3                                       | 2.3                                       | 0.4                                       | -1.7                                      | -2.1                                      | -1.1                                      | 0.8                                       | 1.8                                       | 1.9                                       | 2.5                                       | 1.3                                       |
| Fuente: climate-data.org                  |                                           |                                           |                                           |                                           |                                           |                                           |                                           |                                           |                                           |                                           |                                           |                                           |                                           |